# 特布洛乡
特布洛乡，是中华人民共和国四川省凉山彝族自治州昭觉县下辖的一个乡镇级行政单位。2021年1月12日，撤销格吾乡，将原格吾乡阿渣克境村和格吾村所属行政区域划归特布洛乡管辖。

## 行政区划
特布洛乡下辖以下地区：
千哈戈村、特布洛村、嗨列洼取村、吾口村、宜牧堵口村、吉子纳乌村、谷莫村、哪扭村、呷祖居坡村、呷租卡哈村和特口摩铺村。